# De barbier van Bombilla
 De barbier van Bombilla  is een verhaal uit de Belgische stripreeks Piet Pienter en Bert Bibber van Pom.
Het verhaal verscheen voor het eerst in Gazet Van Antwerpen van 18 juni 1960 tot 18 oktober 1960 en als nummer 15 in de reeks bij De Vlijt.

## Personages
- Piet Pienter
- Bert Bibber
- Susan
- Prof. Kumulus
- Carne De Cordero

## Albumversies
De barbier van Bombilla verscheen in 1960 als album 15 bij uitgeverij De Vlijt. In 1998 gaf uitgeverij De Standaard het album opnieuw uit.